# Bad Robot Productions
Bad Robot Productions és una companyia propietat de J. J. Abrams. És la responsable de sèries de televisió com Alias, Lost, What About Brian i Six Degrees. Bad Robot també és la responsable de les properes produccions de Star Trek i Cloverfield.
Originàriament Bad Robot formava part de Touchstone Productions, però de la mà de Jeffrey Jacob Abrams passà a Paramount i Warner Bros. (per pel·lícules i sèries de televisió respectivament) quan el seu contracte amb Touchstone acabà l'any 2006. Bad Robot, no obstant, continua produint Lost juntament amb la cadena de televisió americana ABC Television Studio, anomenada anteriorment Touchstone Television.
Abrams n'és el director general i Bryan Burk el vicepresident executiu de la companyia.